# Grande Prêmio da Hungria de 1986
Resultados do Grande Prêmio da Hungria de Fórmula 1 realizado em Hungaroring em 10 de agosto de 1986. Décima primeira etapa do campeonato, foi vencido pelo brasileiro Nelson Piquet, da Williams-Honda, com Ayrton Senna em segundo pela Lotus-Renault e Nigel Mansell em terceiro pela Williams-Honda.

## Resumo
A inclusão da Hungria no calendário da Fórmula 1 foi anunciada em 31 de janeiro de 1985.
Na primeira edição da corrida, um show brasileiro na pista húngara. Senna era pole position e manteve a ponta da largada até a 11ª volta, quando foi ultrapassado por Piquet. Próximo do momento da troca de pneus, Senna começa a se aproximar do compatriota e reassume a liderança na 36ª volta, quando Piquet faz seu "pit stop". Logo depois, Senna fez sua troca e o melhor trabalho da Lotus o manteve na ponta.  O ritmo dos dois era tão forte que na volta 47 ambos deram uma volta em Mansell, o terceiro. Com a troca, a Williams-Honda de Piquet ganhou rendimento e na volta 53, mais uma vez tentou ultrapassar Senna no final da reta, mas tomou um X e o brasileiro da Lotus-Renault continuou na liderança. Duas voltas depois, Piquet fez uma nova investida: Senna deixou o lado de fora da curva para o rival que retardou a freada ao máximo, além do que sua sanidade mental e instinto de preservação permitiriam fazê-lo, colocando o carro de lado e derrapando nas quatro rodas, não deixando espaço para Senna reagir - tudo isso permeado por duas frenagens vigorosas que travaram as rodas e arrancaram fumaça dos pneus - completando uma da mais difíceis ultrapassagens da história da F1. Piquet conseguiu abrir vantagem e administrar a corrida, cruzando a linha de chegada em primeiro lugar. Senna chegou em segundo, seguido por Mansel, também da Williams-Honda, em terceiro.
O tricampeão mundial de Fórmula 1, Jackie Stewart, classificou a manobra como uma das mais belas que viu na categoria: "Foi como fazer um looping com um Boeing 747".
Primeiros pontos de Johnny Dumfries, companheiro de Senna na Lotus-Renault.

## Classificação

### Treinos oficiais
| Pos.    | N.º | Piloto             | Construtor             | Q1       | Q2        | Grid     |
| ------- | --- | ------------------ | ---------------------- | -------- | --------- | -------- |
| 1       | 12  | Ayrton Senna       | Lotus-Renault          | 1:32.281 | 1:29.450  | —        |
| 2       | 6   | Nelson Piquet      | Williams-Honda         | 1:31.417 | 1:29.785  | + 0.335  |
| 3       | 1   | Alain Prost        | McLaren-TAG/Porsche    | 1:33.113 | 1:29.945  | + 0.495  |
| 4       | 5   | Nigel Mansell      | Williams-Honda         | 1:30.516 | 1:30.072  | + 0.622  |
| 5       | 2   | Keke Rosberg       | McLaren-TAG/Porsche    | 1:34.146 | 1:30.268  | + 0.818  |
| 6       | 16  | Patrick Tambay     | Haas Lola-Ford         | 1:34.187 | 1:31.715  | + 2.265  |
| 7       | 28  | Stefan Johansson   | Ferrari                | 1:35.092 | 1:31.850  | + 2.400  |
| 8       | 11  | Johnny Dumfries    | Lotus-Renault          | 1:36.108 | 1:31.886  | + 2.436  |
| 9       | 25  | René Arnoux        | Ligier-Renault         | 1:36.552 | 1:31.970  | + 2.520  |
| 10      | 15  | Alan Jones         | Haas Lola-Ford         | 1:33.737 | 1:32.401  | + 2.951  |
| 11      | 20  | Gerhard Berger     | Benetton-BMW           | 1:32.886 | 1:32.491  | + 3.041  |
| 12      | 26  | Philippe Alliot    | Ligier-Renault         | 1:35.129 | 1:32.575  | + 3.125  |
| 13      | 19  | Teo Fabi           | Benetton-BMW           | 1:35.265 | 1:32.707  | + 3.257  |
| 14      | 7   | Riccardo Patrese   | Brabham-BMW            | 1:35.337 | 1:32.956  | + 3.506  |
| 15      | 27  | Michele Alboreto   | Ferrari                | 1:34.255 | 1:33.063  | + 3.613  |
| 16      | 3   | Martin Brundle     | Tyrrell-Renault        | 1:34.725 | 1:33.368  | + 3.918  |
| 17      | 24  | Alessandro Nannini | Minardi-Motori Moderni | 1:36.266 | 1:33.656  | + 4.206  |
| 18      | 4   | Philippe Streiff   | Tyrrell-Renault        | 1:35.831 | 1:34.414  | + 4.964  |
| 19      | 8   | Derek Warwick      | Brabham-BMW            | 1:34.561 | 1:34.502  | + 5.052  |
| 20      | 23  | Andrea de Cesaris  | Minardi-Motori Moderni | 1:37.796 | 1:34.670  | + 5.220  |
| 21      | 17  | Christian Danner   | Arrows-BMW             | 1:36.540 | 1:35.294  | + 5.884  |
| 22      | 18  | Thierry Boutsen    | Arrows-BMW             | 1:37.268 | 1:35.392  | + 5.942  |
| 23      | 21  | Piercarlo Ghinzani | Osella-Alfa Romeo      | 1:39.564 | 1:36.232  | + 6.782  |
| 24      | 14  | Jonathan Palmer    | Zakspeed               | 1:37.937 | 1:36.485  | + 7.035  |
| 25      | 29  | Huub Rothengatter  | Zakspeed               | 1:42.736 | 1:38.527  | + 9.077  |
| 26      | 22  | Allen Berg         | Osella-Alfa Romeo      | 1:40.984 | 35:16.483 | + 11.534 |
| Fontes: |     |                    |                        |          |           |          |

### Corrida
| Pos.    | Nº | Piloto             | Construtor             | Voltas | Tempo/Diferença | Grid | Pontos |
| ------- | -- | ------------------ | ---------------------- | ------ | --------------- | ---- | ------ |
| 1       | 6  | Nelson Piquet      | Williams-Honda         | 76     | 2:00:34.508     | 2    | 9      |
| 2       | 12 | Ayrton Senna       | Lotus-Renault          | 76     | + 17.673        | 1    | 6      |
| 3       | 5  | Nigel Mansell      | Williams-Honda         | 75     | + 1 volta       | 4    | 4      |
| 4       | 28 | Stefan Johansson   | Ferrari                | 75     | + 1 volta       | 7    | 3      |
| 5       | 11 | Johnny Dumfries    | Lotus-Renault          | 74     | + 2 voltas      | 8    | 2      |
| 6       | 3  | Martin Brundle     | Tyrrell-Renault        | 74     | + 2 voltas      | 16   | 1      |
| 7       | 16 | Patrick Tambay     | Haas Lola-Ford         | 74     | + 2 voltas      | 6    |        |
| 8       | 4  | Philippe Streiff   | Tyrrell-Renault        | 74     | + 2 voltas      | 18   |        |
| 9       | 26 | Philippe Alliot    | Ligier-Renault         | 73     | + 3 voltas      | 12   |        |
| 10      | 14 | Jonathan Palmer    | Zakspeed               | 70     | + 6 voltas      | 24   |        |
| Ret     | 25 | René Arnoux        | Ligier-Renault         | 48     | Motor           | 9    |        |
| Ret     | 15 | Alan Jones         | Haas Lola-Ford         | 46     | Differential    | 10   |        |
| Ret     | 20 | Gerhard Berger     | Benetton-BMW           | 44     | Transmissão     | 11   |        |
| Ret     | 18 | Thierry Boutsen    | Arrows-BMW             | 40     | Pane elétrica   | 22   |        |
| Ret     | 2  | Keke Rosberg       | McLaren-TAG/Porsche    | 34     | Suspensão       | 5    |        |
| Ret     | 19 | Teo Fabi           | Benetton-BMW           | 32     | Transmissão     | 13   |        |
| Ret     | 24 | Alessandro Nannini | Minardi-Motori Moderni | 30     | Motor           | 17   |        |
| Ret     | 27 | Michele Alboreto   | Ferrari                | 29     | Acidente        | 15   |        |
| Ret     | 8  | Derek Warwick      | Brabham-BMW            | 28     | Acidente        | 19   |        |
| Ret     | 1  | Alain Prost        | McLaren-TAG/Porsche    | 23     | Acidente        | 3    |        |
| Ret     | 21 | Piercarlo Ghinzani | Osella-Alfa Romeo      | 15     | Suspensão       | 23   |        |
| Ret     | 17 | Christian Danner   | Arrows-BMW             | 7      | Suspensão       | 21   |        |
| Ret     | 7  | Riccardo Patrese   | Brabham-BMW            | 5      | Câmbio          | 14   |        |
| Ret     | 23 | Andrea de Cesaris  | Minardi-Motori Moderni | 5      | Motor           | 20   |        |
| Ret     | 29 | Huub Rothengatter  | Zakspeed               | 2      | Radiador        | 25   |        |
| Ret     | 22 | Allen Berg         | Osella-Alfa Romeo      | 1      | Turbo           | 26   |        |
| Fontes: |    |                    |                        |        |                 |      |        |

## Tabela do campeonato após a corrida
| Pos.    | Piloto        | Pontos |
| ------- | ------------- | ------ |
| 1       | Nigel Mansell | 55     |
| 2       | Ayrton Senna  | 48     |
| 3       | Nelson Piquet | 47     |
| 4       | Alain Prost   | 44     |
| 5       | Keke Rosberg  | 19     |
| Fontes: |               |        |

| Pos.    | Construtor          | Pontos |
| ------- | ------------------- | ------ |
| 1       | Williams-Honda      | 102    |
| 2       | McLaren-TAG/Porsche | 63     |
| 3       | Lotus-Renault       | 50     |
| 4       | Ligier-Renault      | 28     |
| 5       | Ferrari             | 16     |
| Fontes: |                     |        |

- Nota: Somente as primeiras cinco posições estão listadas. Entre 1981 e 1990 cada piloto podia computar onze resultados válidos por temporada não havendo descartes no mundial de construtores.